# Maria Grund

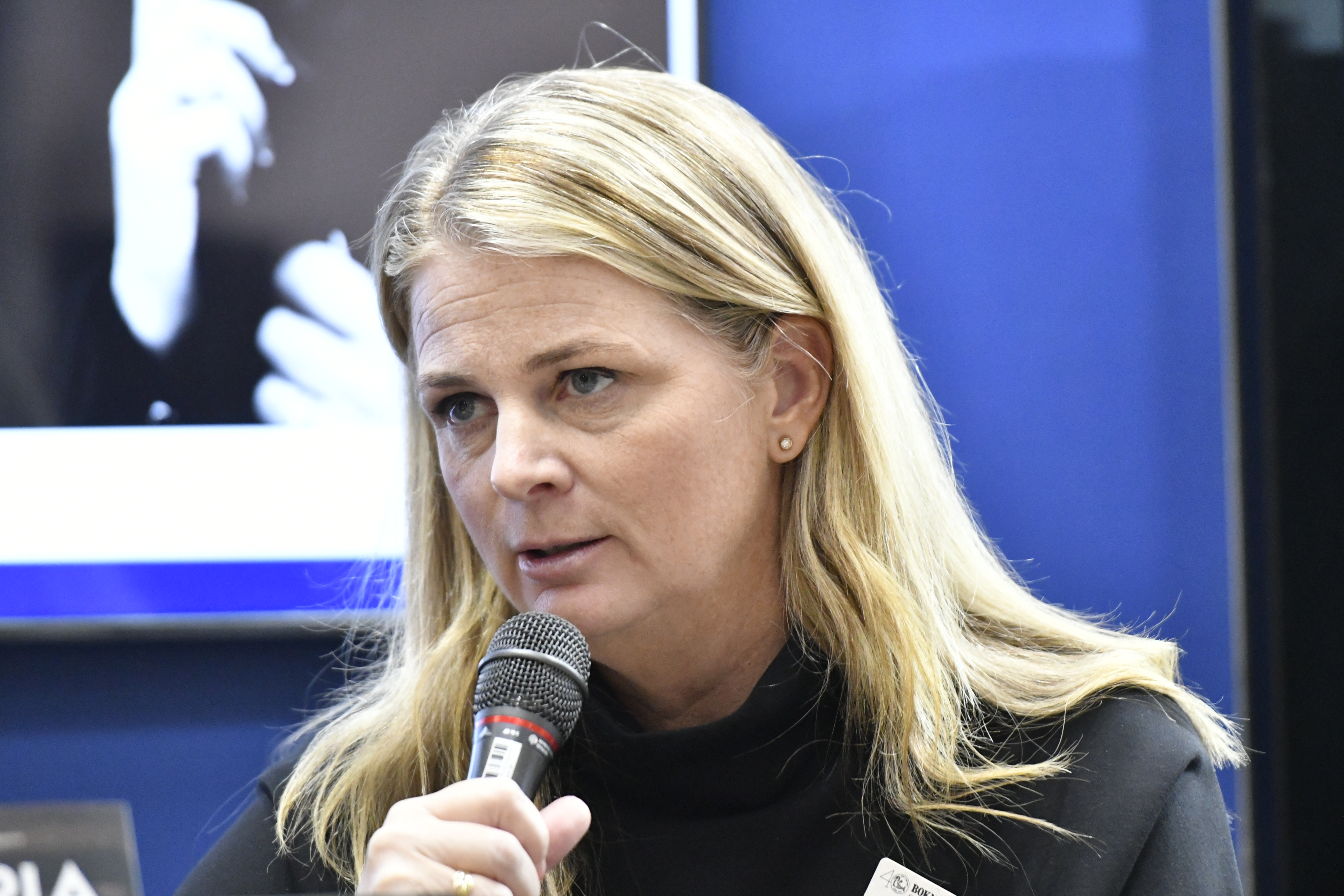
Maria Grund

Maria Grund (* 1975 in Stockholm) ist eine schwedische Schriftstellerin und Krimi-Autorin.
Grund arbeitete als Drehbuchautorin in London und New York und lebt derzeit (Stand: Sommer 2024) auf der schwedischen Insel Gotland. Ihr Thriller-Debüt Dödssynden (2020) wurde für den Crimetime Award nominiert und von der Svenska Deckarakademin als bestes Debüt des Jahres ausgezeichnet.

## Werke
- Dödssynden. Modernista, Stockholm 2020, ISBN 978-91-7781-945-5.
  - Fuchsmädchen. Aus dem Schwedischen von Sabine Thiele, Penguin Verlag, München 2022, ISBN 978-3-328-10705-7.
- Dödsdansen. Modernista, Stockholm 2022, ISBN 978-91-8023-906-6.
  - Rotwild. Aus dem Schwedischen von Sabine Thiele, Penguin Verlag, München 2023, ISBN 978-3-328-10706-4.
- Nattflygaren. Bokförlaget Polaris, Stockholm 2024, ISBN 978-91-8066-130-0.
  - Krähentochter. Aus dem Schwedischen von Sabine Thiele, Penguin Verlag, München 2024, ISBN 978-3-328-11070-5.